# 根性焼き
根性焼き（こんじょうやき）とは、火のついた煙草を皮膚に押し当てること。また、それにより身体にできる火傷の痕のことである。
元々は不良が自分の我慢強さを誇示するために行われる行為であるとされる
たばこの表面温度は高い時で900度に上り、皮膚に当てると火傷を起こし、長時間たばこの火を当てた場合は皮膚に隆起した形で目立った跡が残る。時間が経ち痕を消す際には病院でのレーザー治療や切除法などによる治療が必要となる。